# Halodiplosis magna
Halodiplosis magna är en tvåvingeart som först beskrevs av Boris Mamaev 1972.  Halodiplosis magna ingår i släktet Halodiplosis och familjen gallmyggor.
Artens utbredningsområde är Turkmenistan. Inga underarter finns listade i Catalogue of Life.